# الشوبك الشرقي
قرية الشوبك الشرقي هي إحدى القرى التابعة لمركز الصف في محافظة الجيزة في جمهورية مصر العربية. حسب إحصاءات سنة 2006، بلغ إجمالي السكان في الشوبك الشرقي 28710 نسمة، منهم 15251 رجل و13459 امرأة.